# Gary Ray Bowles
Pour les articles homonymes, voir Bowles.
Gary Ray Bowles (25 janvier 1962 – 22 août 2019) est un tueur en série américain, surnommé le tueur de l'I-95, dû au fait que les corps de ses victimes étaient retrouvés près de l'Interstate 95. Appréhendé le 22 octobre 1995, Bowles est jugé et est condamné à la peine capitale en 1999 pour le meurtre de six hommes homosexuels ; peine appliquée le 22 août 2019.

## Biographie
Gary Ray Bowles naît le 25 janvier 1962 à Clifton Forge dans l'État de Virginie. Son père, William Franklin Bowles, mineur de profession, décède d'une maladie pulmonaire en 1961. Alors qu'il n'est encore qu'un bébé, sa mère se remarie et ils emménagent à Wilmington, puis lorsque Gary a 8-9 ans, ils s'installent à Kankakee. D'après les témoignages de sa mère et de son frère, Gary commence à boire de l'alcool, à fumer de la marijuana et à sniffer de la colle à l'âge de 11 ans. Abusé par un de ses beaux-pères, Gary arrête l'école et quitte le foyer familial à l'âge de 14 ans, vadrouillant en Louisiane, en Floride et au Missouri et se prostituant auprès d'hommes pour gagner sa vie. En 1979, à l'âge de 17 ans, Bowles est appréhendé à Joliet, en Illinois, pour possession de marijuana; et est placé en prison pour une durée de deux ans pour des faits de braquage.
Après avoir été libéré de prison, Gary Ray Bowles se met en couple et emménage à Daytona Beach. C'est seulement lorsqu'elle est enceinte que sa compagne prend connaissance du passé de prostitué pour hommes de Bowles, et prend la décision de le quitter et d'avorter. Bowles confiera plus tard aux autorités que c'est cet événement qui aurait provoqué son déclic homophobe, rejetant la faute de cet avortement sur les gays en général.
Il se met alors à fréquenter les bars gay du centre-ville de Daytona Beach. C'est dans un de ces bars que, en mars 1994, Bowles rencontre John Hardy Roberts, lequel devient sa première victime.
De mars 1994 à octobre 1994, Bowles tue cinq autres hommes, tous homosexuels. Alors sur la liste des dix fugitifs les plus recherchés du FBI, il est arrêté le 22 octobre 1995 pour le meurtre de Walter Hinton, et avoue les meurtres de John Hardy Roberts, David Jarman, Milton Bradley, Alverson Carter Jr. et Albert Morris. Il est condamné à la peine de mort en 1996, puis de nouveau en 1999 à l'issue d'un nouveau procès.
Le 22 août 2019, Gary Ray Bowles est exécuté par injection létale à la prison d'État de Floride,,,, faisant de lui la 99e personne exécutée en Floride depuis la ré-instauration de la peine capitale dans l'État en 1976.